# Ocnotelus imberbis
Ocnotelus imberbis là một loài nhện trong họ Salticidae.
Loài này thuộc chi Ocnotelus. Ocnotelus imberbis được Eugène Simon miêu tả năm 1902.